# Louis de Caullery

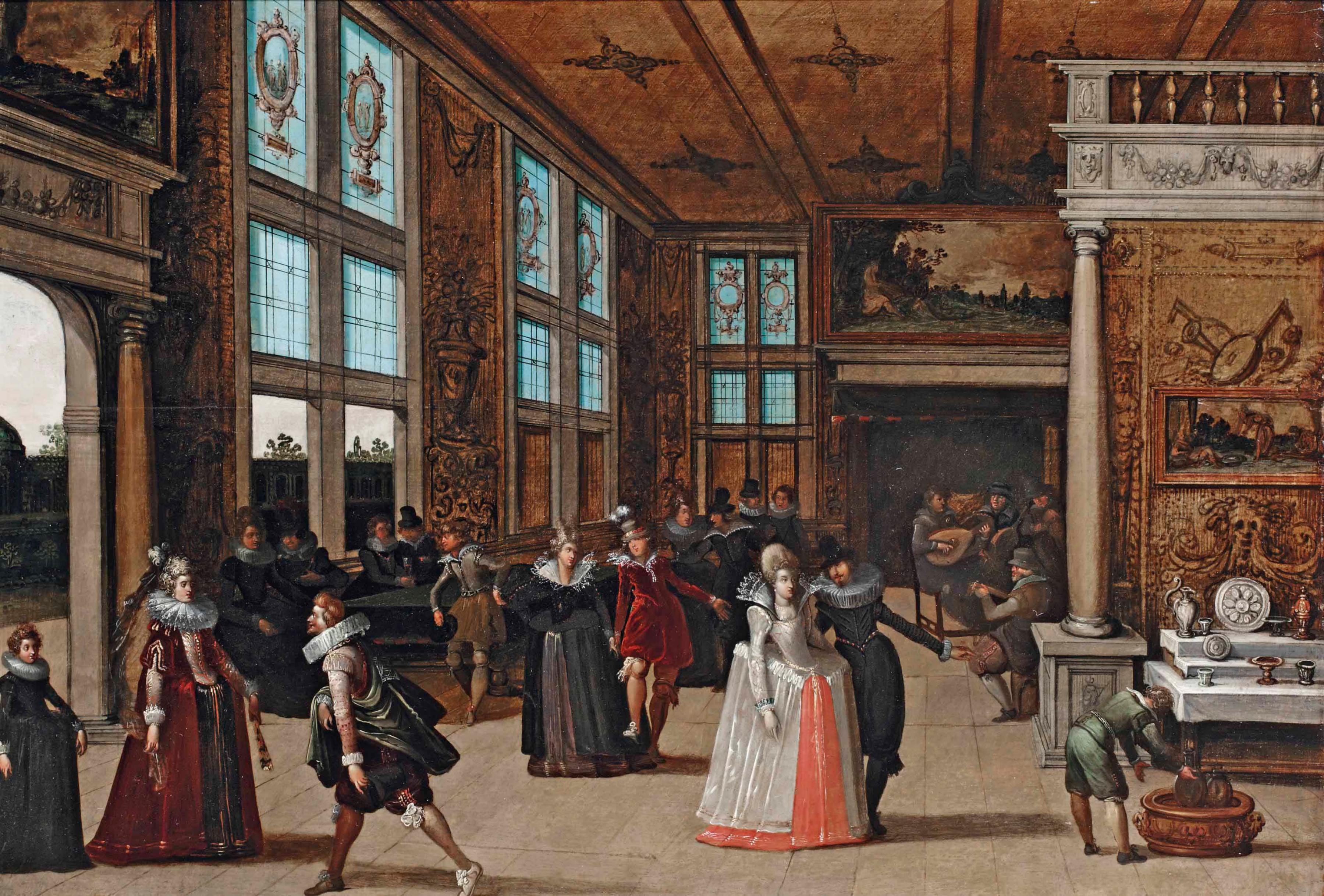
Interno di palazzo con coppie eleganti che si corteggiano ad un ballo

Louis de Caullery (Caullery, 1580 circa – Anversa, 1621) è stato un pittore fiammingo.

## Biografia
Nato nella cittadina di Caullery, da cui prese il nome, Louis a 15 anni si trasferì ad Anversa, dove probabilmente lavorò nella bottega del pittore fiammingo Frans Francken II e dove, dal 1594, divenne allievo di Joos de Momper il Giovane, pittore fiammingo dall'indiscusso talento per la decorazione. Fu accolto come maestro nella gilda di San Luca di Anversa, nel 1602.

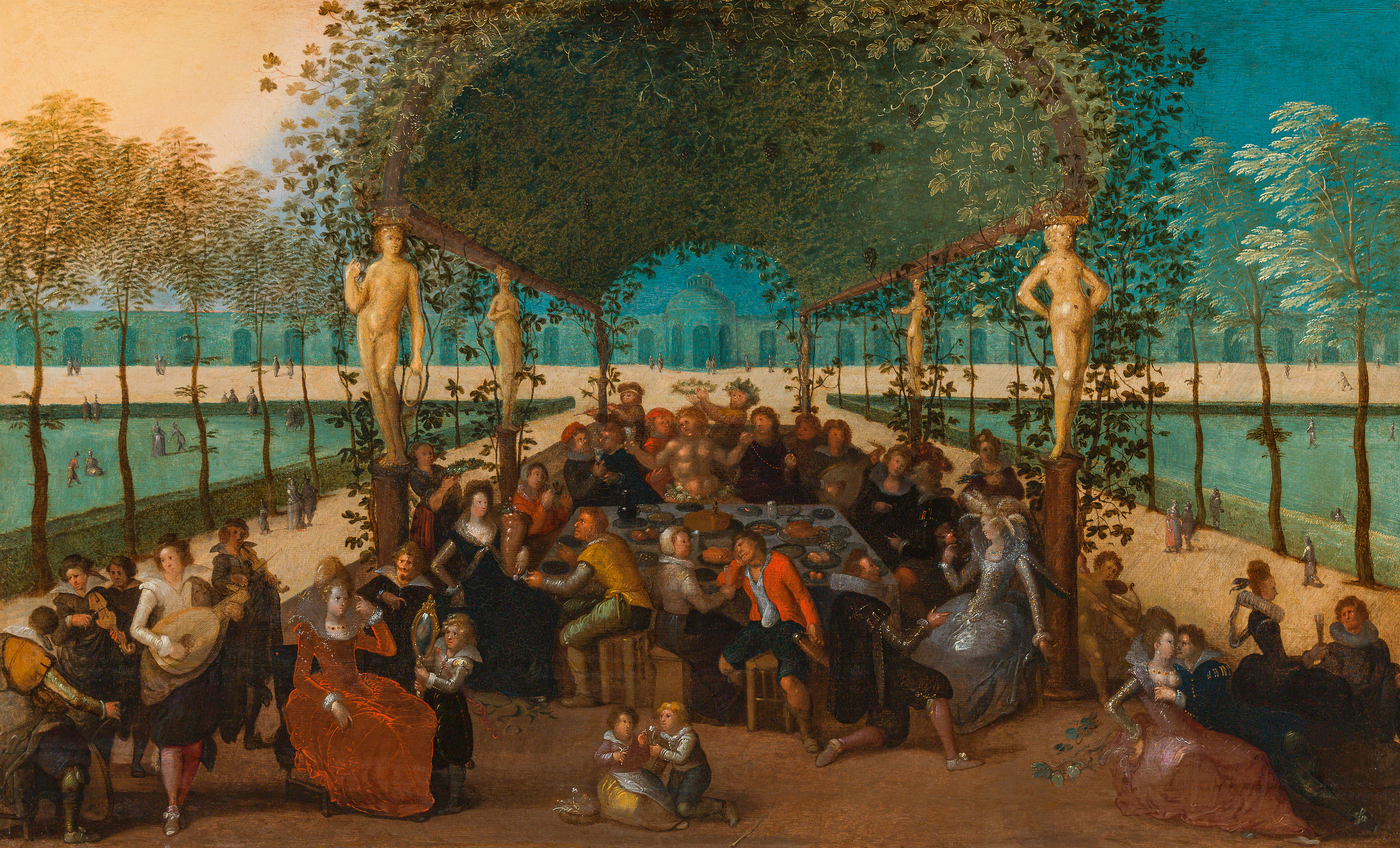
Venere, Bacco e Cerere nel giardino dell'amore

Louis de Caullery trascorse quindi un lungo periodo di studio in Italia, recandosi a Venezia, a Roma e a Firenze. Probabilmente ebbe contatti con il pittore tedesco Adam Elsheimer, noto per i suoi paesaggi, e anche con Annibale Carracci. Si ritiene che a Roma abbia frequentato Caravaggio e Peter Paul Rubens.
Visitò anche la Spagna e lì dipinse vedute panoramiche di Siviglia e del Monastero dell'Escorial.
Si fece notare per le scene d'insieme, dove appaiono molti personaggi, minuziosamente descritti e con particolare cura per i dettagli degli abiti e degli oggetti. Dipinse scene di genere, feste galanti, episodi e luoghi immaginari, come Rovine del Colosseo, con una statua colossale di Nerone. Un suo dipinto, Crocefissione, è al Museo del Prado. In una sua Veduta del Campidoglio la colonna Traiana appare a sinistra, per chi dà le spalle al Campidoglio.

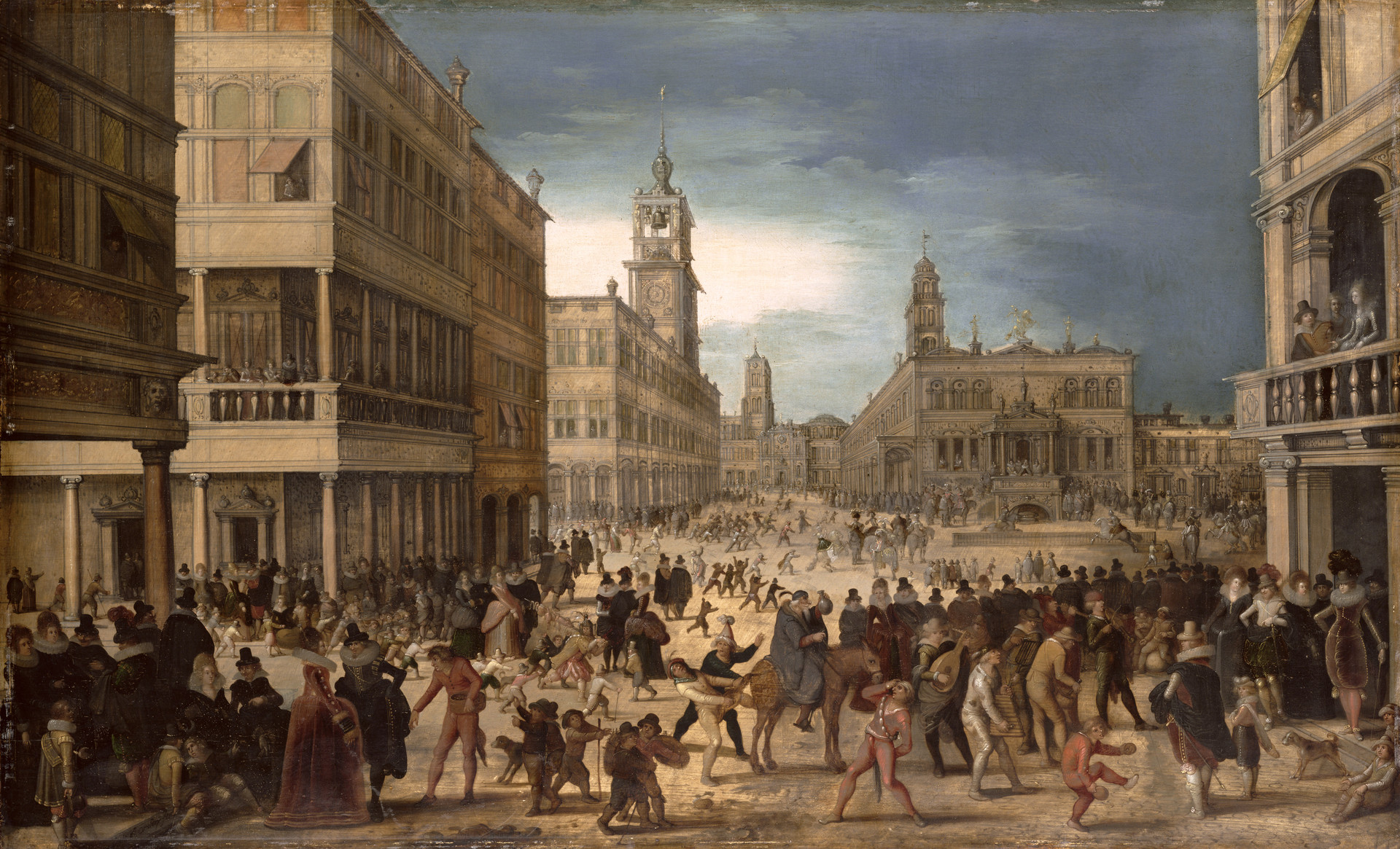
Carnevale